# Omar De Felippe
Omar De Felippe, né le 3 avril 1962, est un footballeur argentin évoluant au poste de défenseur devenu entraîneur. 